# Trachymene cyanopetala
Trachymene cyanopetala är en växtart i släktet Trachymene och familjen flockblommiga växter.
Arten förekommer i sydvästra och södra Australien. Den  beskrevs först av Ferdinand von Mueller som Dimetopia cyanopetala och fick sitt nu gällande namn av George Bentham 1867.